# チャン・ハオチェン
チャン・ハオチェン（Hao-chen ZHANG〔中国語 ：张昊辰〕, 1990年6月3日 - ）は、中国・上海出身のピアニスト。

## 略歴
5歳の時、上海音楽ホールでJ.S.バッハの2声のインヴェンション全曲とハイドンとモーツァルトのピアノソナタを演奏してデビュー。6歳でオーケストラと共演。15歳の時渡米し、カーティス音楽学校に入学。
これまでに中国国立交響楽団、クラクフ・フィルハーモニー管弦楽団、ニュージャージ交響楽団、フィラデルフィア管弦楽団、上海交響楽団などと共演している。現在上海に住む。2017年にBISからCDデビューした。

## 受賞歴
- 2002年…第4回若い音楽家のためのチャイコフスキー国際コンクールで優勝。
- 2007年…第4回中国国際ピアノコンクールで優勝。
- 2009年…第13回ヴァン・クライバーン国際ピアノコンクールで、辻井伸行と共に優勝[1]。